# جزيرة الدمى المكسيكية

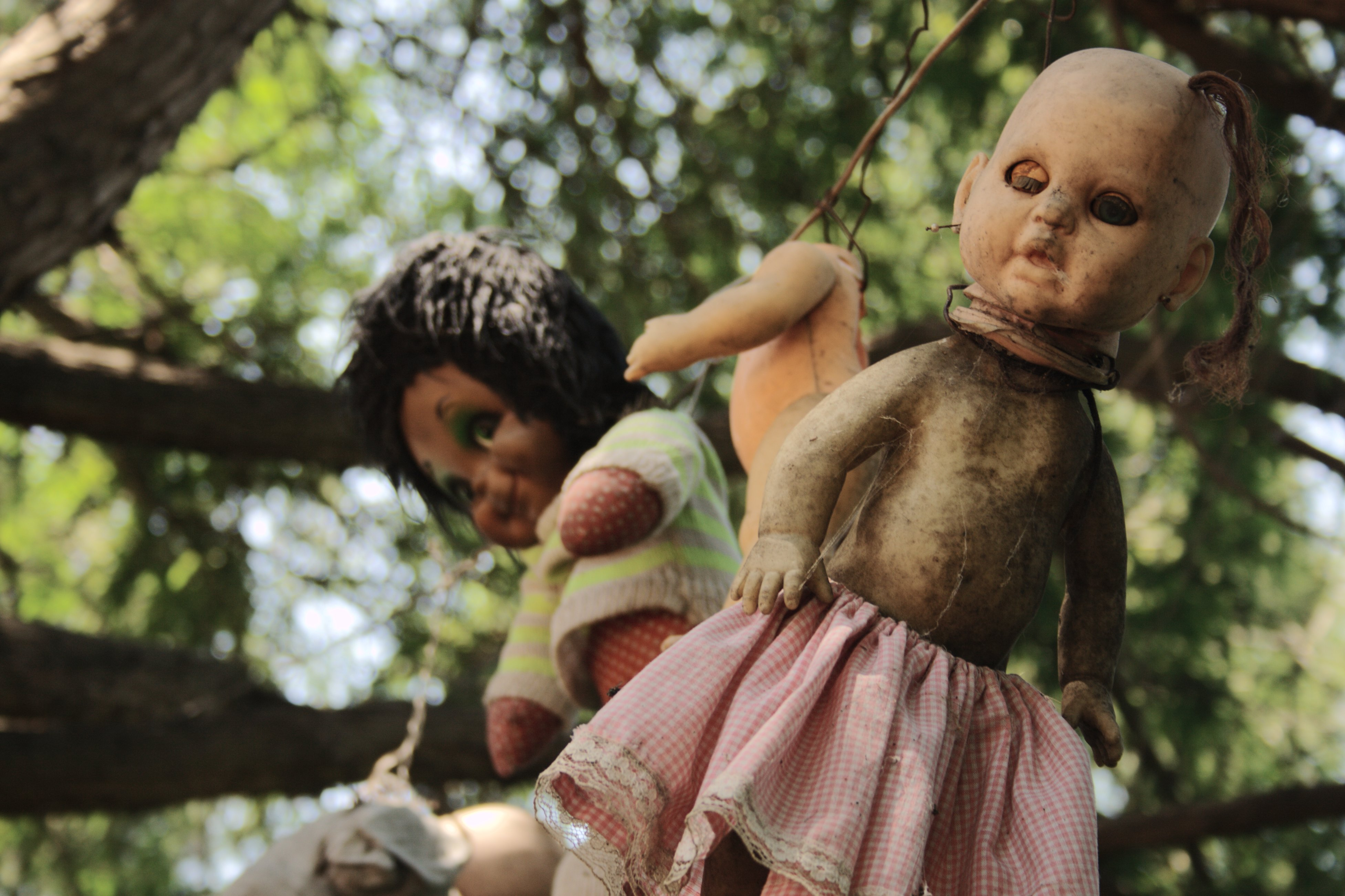

جزيرة الدمى المكسيكية اسمها الإسباني La Isla de la Munecas، هي إحدى الجزر التي تقع في المكسيك إلى الجنوب من العاصمة مكسيكو سيتي، وتنتشر عندها مجموعة من البحيرات التي لعبت عبر التاريخ دوراً حيوياً وكبيراً في نشوء بعض أعظم الحضارات التي قامت على أرض وادي المكسيك، كحضارة التولتيك والأزتيك، إحدى هذه البحيرات تدعى سوتشيميلكو، وتمتاز بعذوبة مياهها وبمئات الجزر الصناعية الصغيرة التي تغطيها، في المكسيك، إلى الجنوب من العاصمة مكسيكو سيتي، تنتشر مجموعة من البحيرات التي لعبت عبر التاريخ دورًا حيويا وكبيرا في نشوء بعض أعظم الحضارات التي قامت على أرض وادي المكسيك، كحضارة التولتك والأزتيك
ففي العهود القديمة، قبل وصول الغزاة الإسبان بزمن طويل، اخترع مزارعو الأزتيك طريقة جديدة لتنمية المحاصيل، فكانوا يصنعون طوفا كبيرا يملئونه بالتراب ثم يسحبونه إلى مياه البحيرة الضحلة ويثبتوه بجذوع الأشجار، وكانوا يستخدمون هذه الأطواف للزراعة حتى يبلى قاعها فتغرق في مياه البحيرة من تلقاء نفسها فيصنعون طوفا آخر محلها، وبمرور الزمن، وبتكدس هذه الأطواف بعضها فوق البعض الآخر، ظهرت مئات الجزر الصناعية في البحيرة، وتشكلت بينها آلاف الأنهار والقنوات الضيقة والمتقاطعة التي حولت الجزيرة إلى ما يشبه مدينة البندقية الإيطالية.

### قصة الجزيرة
قبل عقد من الزمان شرعت الحكومة المكسيكية بحملة كبيرة للقضاء على نبات زنبق الماء الذي أصبح وجوده يشكل عائقاً كبيراً للملاحة في أنهار وقنوات البحيرة، وخلال تلك الحملة اكتشف العمال الحكوميون عن طريق الصدفة جزيرة صغيرة معزولة وسط البحيرة، وقد أثارت هذه الجزيرة رعبا لا يوصف في نفوسهم بسبب المنظر الرهيب لمئات الدمى والعرائس المصلوبة على جذوع وأغصان الأشجار التي تغطي أرض تلك الجزيرة الرهيبة. كان منظرا مروعا بحق .. منظر قد لا يتخيل المرء رؤيته إلا في الكوابيس وأفلام الرعب السينمائية وخلال أسابيع قليلة انتشرت أخبار تلك الجزيرة في عموم المكسيك فتسابق الصحفيون ومراسلوا الصحافة والتلفزيون للوصول إليها، وفي خضم هذا الهوس راح الجميع يسأل بفضول عن القصة التي تقف وراء دمى الجزيرة، وبسؤال السكان والمزارعين المجاورين للجزيرة بدأت تتكشف رويدا رويدا وقائع قصة لا تصدق.

## قصة الفتاة
في عشرينيات القرن الماضي، تحديداً في صباح يوم ربيعي مشمس وجميل، كان هناك زورق صغير ينساب بهدوء على صفحة المياه الراكدة بالقرب من ضفاف جزيرة الدمى، كان الزورق يقل عائلة صغيرة، رجل وزوجته مع ابنتهم الصغيرة، كانوا في نزهة وقد بدت السعادة على وجوههم، خصوصا البنت الصغيرة التي كانت ترتدي ثوبا أبيض جميلا مزينا بشرائط مزركشة طويلة وكانت تجلس بهدوء بالقرب من مؤخرة الزورق وهي تلعب وتضحك مع دميتها الشقراء الجميلة التي كان والدها قد أهداها لها في عيد ميلادها الأخير. وفيما كان والدا الفتاة مشغولين بالحديث والتمتع بالمناظر الطبيعية الجميلة والخلابة المنتشرة على طول القناة، كانت ابنتهما قد تركت دميتها جانبا وانحنت فوق طرف القارب في محاولة منها للامساك بزنبقة جميلة كانت تطفو فوق سطح الماء، وفجأة اختل توازن البنت فسقطت في المياه، ولم يشعر والداها بسقوطها إلا بعد أن سمعا صوت ارتطام جسدها بالماء، فقفز والدها سريعا إلى المياه في محاولة لإنقاذها فيما راحت الأم تصرخ .الأب غاص في المياه مرارا وتكرارا حتى تقطعت أنفاسه وكاد هو نفسه أن يغرق .. لكن من دون جدوى. كانت الفتاة قد اختفت تماما ولم يعثرا لها على أثر، حتى الغواصون المحترفون لم يستطيعوا العثور على جثة الفتاة .. اختفت إلى الأبد . تاركة خلفها دميتها الجميلة ووالدين مكلومي الفؤاد. ومنذ ذلك الحين شاعت أسطورة مخيفة بين السكان المحليين عن فتاة صغيرة تتجول ليلا بين الجزر بحثا عن دميتها الجميلة التي تركتها في الزورق مع والديها 

## قصة الساكن الوحيد في الجزيرة
لعقود طويلة لم يكن في الجزيرة سوى كوخ واحد، ولم يسكن فيه سوى رجل واحد، كان يدعى جوليان سانتانا باريرا، وقد عرفه الناس في المنطقة باسم دون جوليان. كان غريب الأطوار، لديه زوجة وأطفال في المدينة لكنه هجرهم منذ زمن بعيد وجاء ليعيش وحيدا في هذه الجزيرة المنعزلة، وقد قيل الكثير حول سبب بقاء دون جوليان وحيدا في الجزيرة، يقال بأن القصة كلها بدأت قبل أكثر من نصف قرن، تحديدا في عام 1950، حينها كان دون جوليان شابا أنيقا لديه عائلة ووظيفة محترمة في المدينة، وكان يزور الجزيرة من حين لآخر لصلة قرابة تجمعه بأصحابها الأصليين. وفي أحد الأيام، بينما كان واقفا وحده على ضفاف الجزيرة يتأمل المياه، تماما في البقعة التي غرقت فيها الفتاة قبل سنين طويلة، تعلقت عيناه فجأة بطيف باهت لفتاة صغيرة يتهادى جسدها بهدوء تحت الماء، كان ثوبها الأبيض ذو الشرائط المزركشة الطويلة يتموج بوضوح تحت الماء، لكنها لم تكن تطفو، بدت وكأنها عالقة بشيء ما يمسك بجسدها ويبقيه تحت سطح الماء. دون جوليان ظن لوهلة بأن الفتاة ميتة، لكنه بدل رأيه حين اقترب وجه الفتاة من السطح إلى درجة كافية لرؤية ملامحها، فقد بدت كأنها حية، كانت عيناها مفتوحتين على وسعهما، وكانت تنظر إلى دون جوليان بغرابة، فقفز الرجل إلى الماء على الفور ظنا بأنها ما زالت على قيد الحياة .. لكن ما سحبه دون جوليان من تحت الماء، بعد جهد جهيد، لم يكن سوى دمية أطفال , عروس جميلة ذات عيون زرقاء وشعر أشقر طويل. دون جوليان كاد أن يفقد صوابه، كان متأكدا بأنه شاهد فتاة حقيقية من لحم ودم تعوم بالقرب من سطح الماء، لكن يداه لم تقع سوى على دمية من المطاط! وقد زادت حيرة الرجل بعدما أخبره أحد المزارعين لاحقا بقصة الفتاة التي غرقت في تلك البقعة في عشرينيات القرن المنصرم والتي لم يعثروا على جسدها أبدا. فأيقن دون جوليان بأن ما رآه في الماء لم يكن سوى شبح تلك الفتاة الغارقة وبأن الدمية هي علامة ودليل على صدق ما رآه. دون جوليان عاد إلى منزله في المدينة في مساء ذلك اليوم، لكنه لم يكن نفس ذلك الشخص الذي غادره صباحا، لم يعد يضحك ويلعب مع أطفاله كما كان يفعل سابقا، أصبح واجما وقليل الكلام، أخذت صورة الفتاة الغريقة تقض مضجعه، كلما أغمض جفنه طالعته عيونها وهي تحدق أليه من تحت سطح الماء، كأنها تحدثه وتصرخ فيه متوسلة بأن يعود إلى الجزيرة. وفي صباح أحد الأيام غادر دون جوليان منزله في المدينة ولم يعد أليه ثانية أبدا، ترك كل شيء خلفه، عائلته ووظيفته، وذهب ليعيش وحيدا في تلك الجزيرة الموحشة. في كل يوم، كان دون جوليان يلتقط دمية جديدة في نفس تلك البقعة التي شاهد فيها جثة الفتاة الغارقة، كان يأخذ الدمى ليعلقها على أغصان وجذوع الأشجار .. وبلغ هوسه بالدمى حدا جعله يذهب إلى المدينة يوميا ليبحث في سلال القمامة والنفايات عن بقايا الدمى القديمة، وأحيانا كان يقايض بعض الثمار والخضروات التي يزرعها في جزيرته بالدمى القديمة، ولم يكن يهتم كثيرا لحال الدمى التي يحصل عليها، كان يأخذها حتى لو كانت مقطعة الأوصال وممزقة، حتى لو كانت عبارة عن رأس أو يد أو بطن فقط .. كان يأخذها معه ليطرز بها أشجار جزيرته العجيبة.
وبمرور الأيام والسنين، تحولت الجزيرة إلى معرض كبير للدمى، ففي كل ركن من أركانها، وعلى كل شجرة، كانت هناك دمى وعرائس تحدق بالغادين والرائحين من ركاب الزوارق المارة بالقنوات والأنهر المحيطة بالجزيرة، كانت تحدق كأنها تبحث وتفتش في الوجوه، علها تعثر على أصحابها، على أولئك الأطفال الصغار الذين كانوا يدللونها في يوم من الأيام. في عام 2001، تم العثور على جثة دون جوليان طافية على سطح الماء في نفس البقعة التي شاهد فيها طيف الفتاة الغارقة قبل نصف قرن من الزمان. لا أحد يعلم على وجه الدقة كيف ولماذا مات دون جوليان، لكنه رحل تاركا وراءه واحدة من أغرب الجزر في العالم وأكثرها كآبة. بعض المزارعين والسكان القريبين من جزيرة دون جوليان راحوا ينشرون قصصا غريبة عن دمى الجزيرة، قالوا بأنها تحدق بهم بغرابة أثناء مرورهم بالزوارق بمحاذاة الجزيرة، وأقسم بعضهم على أن الدمى كانت تتهامس فيما بينها، وأن البعض منها كانت تومئ إليهم وتدعوهم للقدوم إلى الجزيرة.

## وفاة العجوز
في عام 2001، عثور على جثة دون جوليان طافية على سطح الماء في نفس البقعة التي شاهد فيها طيف الفتاة الغارقة قبل نصف قرن، لا أحد يعلم على وجه الدقة كيف ولماذا مات دون جوليان.
بعض المزارعين والسكان القريبين من جزيرة دون جوليان ذهبو ينشرون قصصا غريبة عن دمى الجزيرة، «قالوا بأن الدمى تنظر إليهم بغرابة أثناء مرورهم بالقوارب مقابل الجزيرة»، وأقسم بعضهم على أن الدمى «كانت تتهامس فيما بينها».